# Горня-Лопушня
Горня-Лопушня (серб. Горња Лопушња) — населённый пункт в общине Власотинце Ябланичского округа Сербии.

## Население
Согласно переписи населения 2002 года, в селе проживало 67 человек (все сербы).
| Численность населения | Численность населения | Численность населения | Численность населения | Численность населения | Численность населения | Численность населения | Численность населения |
| 1948                  | 1953                  | 1961                  | 1971                  | 1981                  | 1991                  | 2002                  | 2011                  |
| --------------------- | --------------------- | --------------------- | --------------------- | --------------------- | --------------------- | --------------------- | --------------------- |
| 261                   | 289                   | 318                   | 348                   | 250                   | 138                   | 67                    | 37                    |

## Религия
Согласно церковно-административному делению Сербской православной церкви, село относится к Четвёртому власотиначскому приходу Власотиначского архиерейского наместничества Нишской епархии.